# کارلوس ژورادو
کارلوس ژورادو (انگلیسی: Carlos Jurado؛ زادهٔ ۱۱ ژوئن ۱۹۴۷) بازیکن سابق فوتبال اهل اروگوئه است.او اخیراً سرمربی تیم مکزیکی استودیانتس د آلتامیرا در اسکنسو ام‌ایکس بود.
وی همچنین در تیم ملی فوتبال اروگوئه بازی کرده‌است.